# Jeżyna uprawna

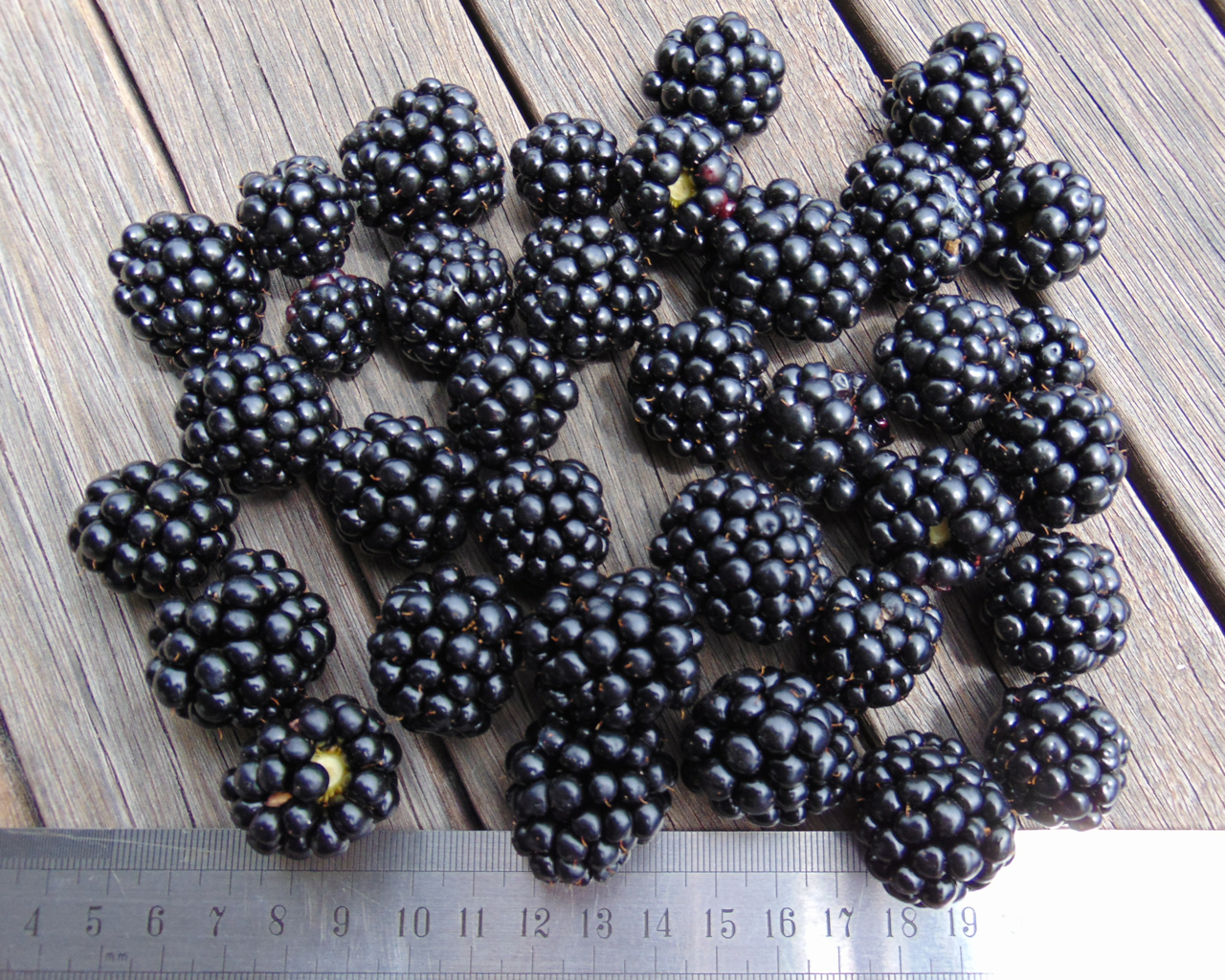
Owoce odmiany 'Chester'

Jeżyna uprawna – grupa gatunków, kultywarów i mieszańców jeżyny (Rubus), uprawianych jako rośliny sadownicze. Pochodzą od kilku gatunków dziko rosnących jeżyn. Większość odmian została wyhodowana przez ogrodników, niektóre tylko otrzymano w wyniku selekcji dziko rosnących gatunków. Zarówno wśród pierwszych, jak i drugich znajdują się odmiany jeżyn kolcowych, jak i bezkolcowych.
W Polsce uprawę jeżyn rozpoczęto w 1979 roku w Sadowniczym Zakładzie Doświadczalnym w Brzeznej. W uprawie spotyka się obecnie głównie odmiany jeżyn bezkolcowych, lub słabo kolczastych. M.in. są to: 'Arapaho', 'Black Satin', 'Brzezina PBR', 'Chester', 'Gaj', 'Gazda’, 'Jumbo', 'Loch Ness', ‚Orkan’, 'Polar PBR', 'Prime Ark45', 'Reuben PBR', 'Ruczaj', 'Triple Crown', 'Thornfree'.